# Gimnopedie

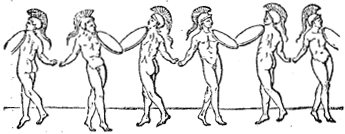
Coribanti nelle Gimnopedie

Le Gimnopedìe o Ginnopedìe (in greco antico: Γυμνοπαιδίαι?, da Γυμνός, "nudo", e Παιδεία, "educazione dei fanciulli") erano una delle principali feste di Sparta, celebrate annualmente in onore di Apollo, Artemide e Latona.

## La cerimonia
Le Gimnopedie furono istituite probabilmente da Taleta in ricordo del sanguinoso scontro a Tirea fra 300 spartani e 300 campioni di Argo. Durante le Gimnopedie, un gruppo di efebi e uno di uomini sposati eseguivano nudi danze ("gimnopedia"), canti ed esercizi ginnici nel teatro dell'agorà, in un luogo chiamato "Coro", nei pressi delle statue di Apollo, Artemide e Latona. Secondo una citazione contenuta nei Deipnosofisti di Ateneo di Naucrati, in ogni giornata si esibivano una squadra di ragazzi al mattino e una squadra di uomini al pomeriggio. La distribuzione delle diverse squadre di partecipanti corrispondeva probabilmente alle obe spartane (Ὠβά); poiché queste erano in numero di cinque, si può dedurre che la festa delle Gimnopedie durasse cinque giorni. Potevano assistere alle esibizioni gli altri Spartani, gli stranieri e gli iloti, ma non gli spartiati ancora celibi con più di 30 anni di età.
Plutarco racconta che, all'annuncio della battaglia di Leuttra, nella quale le truppe tebane di Epaminonda avevano sconfitto quelle di Sparta mettendo fine all'egemonia di Sparta sulla Grecia, gli efori spartani ordinarono il proseguimento delle Gimnopedie che si stavano svolgendo proprio in quei giorni. Poiché la battaglia di Leuttra ebbe luogo nel periodo estivo, l'aneddoto permette di identificare in quello estivo il periodo di svolgimento delle Gimnopedie. Parimenti, nel 417 a.C., il partito democratico di Argo approfittò della celebrazione delle Gimnopedie per attaccare di sorpresa gli oligarchi sostenuti da Sparta; malgrado le suppliche di questi ultimi, gli Spartani preferirono proseguire con la celebrazione delle loro festività. I due aneddoti testimoniano anche la grande pietas degli Spartani che mettevano il rispetto delle pratiche religiose al di sopra di ogni altra preoccupazione.

## Scenario

### Tempo e data
La Gymnopaedia si svolgeva ogni anno all'incirca nel mese di luglio. Luglio era il primo mese dell'anno per gli Spartani, poiché il loro calendario ruotava intorno al solstizio d'estate. Il festival rappresentava il primo raduno pubblico dell'anno per gli Spartani. La Gymnopaedia celebrava Apollo, un tributo appropriato poiché egli era anche il dio delle riunioni civiche e delle assemblee, e questa rappresentava la prima grande riunione dell'anno. Ci sono versioni contrastanti su quanti giorni durasse la Gymnopaedia, ma si ritiene che fosse di almeno tre giorni. Gli Spartani partecipavano al festival dal tramonto all'alba di ciascuna di queste giornate. Il festival si concludeva durante la luna piena che cadeva più vicino all'heliacal rising della stella Sirius visibile a Sparta. Il festival si svolgeva nel periodo più caldo dell'anno a Sparta, il che significava che la maggior parte delle attività si svolgeva sotto un sole molto forte.

### Luogo

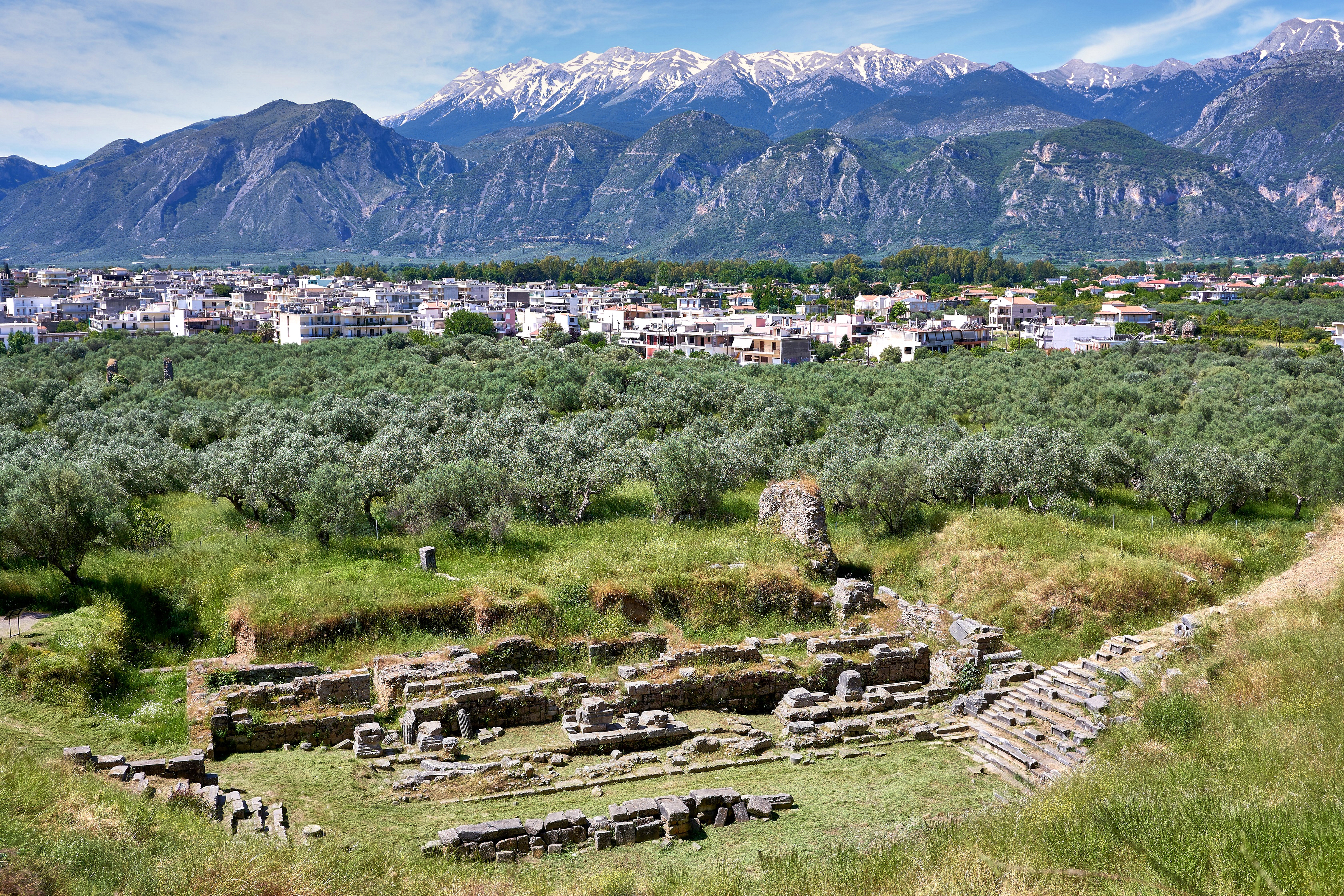
Un teatro costruito nell'Antica Sparta durante il periodo tardo ellenistico/romano antico. Sebbene la Gymnopaedia sia stata celebrata per centinaia di anni prima di questo teatro, esso presenta la stessa vista inclinata che probabilmente utilizzavano gli Spartani.

Il festival durava diversi giorni e si svolgeva in diverse aree, poiché diverse fonti descrivono diverse località per le attività della Gymnopaedia. Pausania scrive di un'area dell'agorà spartana nota come choros o "campo di danza" a causa del ruolo significativo che svolgeva nella Gymnopaedia. Il choros si trovava probabilmente a est dell'agorà, dove si sa che venivano eseguite danze corali. Pausania afferma che in questa zona c'erano statue di Apollo Pythaeus, Artemis e Leto (Paus 3.11.9). Erodoto (Hdt. 6.67.3), Senofonte (Sen. Ell. 6.4.16) e Plutarco (Plut. Ages. 29.2) menzionano tutti folle che si radunavano in un "teatro" o un "luogo di osservazione" per i festival a Sparta; questo probabilmente era un luogo in cui il pubblico si riuniva su un pendio per assistere alle performance su un terreno livellato sottostante. A causa del poco che rimane delle strutture o dei punti di riferimento nell'Antica Sparta, non possiamo essere certi dell'esatta ubicazione dell'agorà o dei potenziali "teatri".

## Celebrazioni
L'elemento principale della celebrazione durante la Gymnopaedia erano i canti e le danze eseguite da cori di uomini nudi come forma di competizione. Il focus principale del festival erano i giovani che stavano per entrare nell'età adulta. Poiché le competizioni avevano più un valore simbolico che atletico, possono essere interpretate come parte cerimoniale e iniziatica dell'agoge.
Poiché tutta Sparta si riuniva per partecipare o assistere agli eventi della Gymnopaedia, questo contribuiva a sviluppare un'identità comunitaria e il senso di far parte di un unico gruppo.

### Canto e danza corale

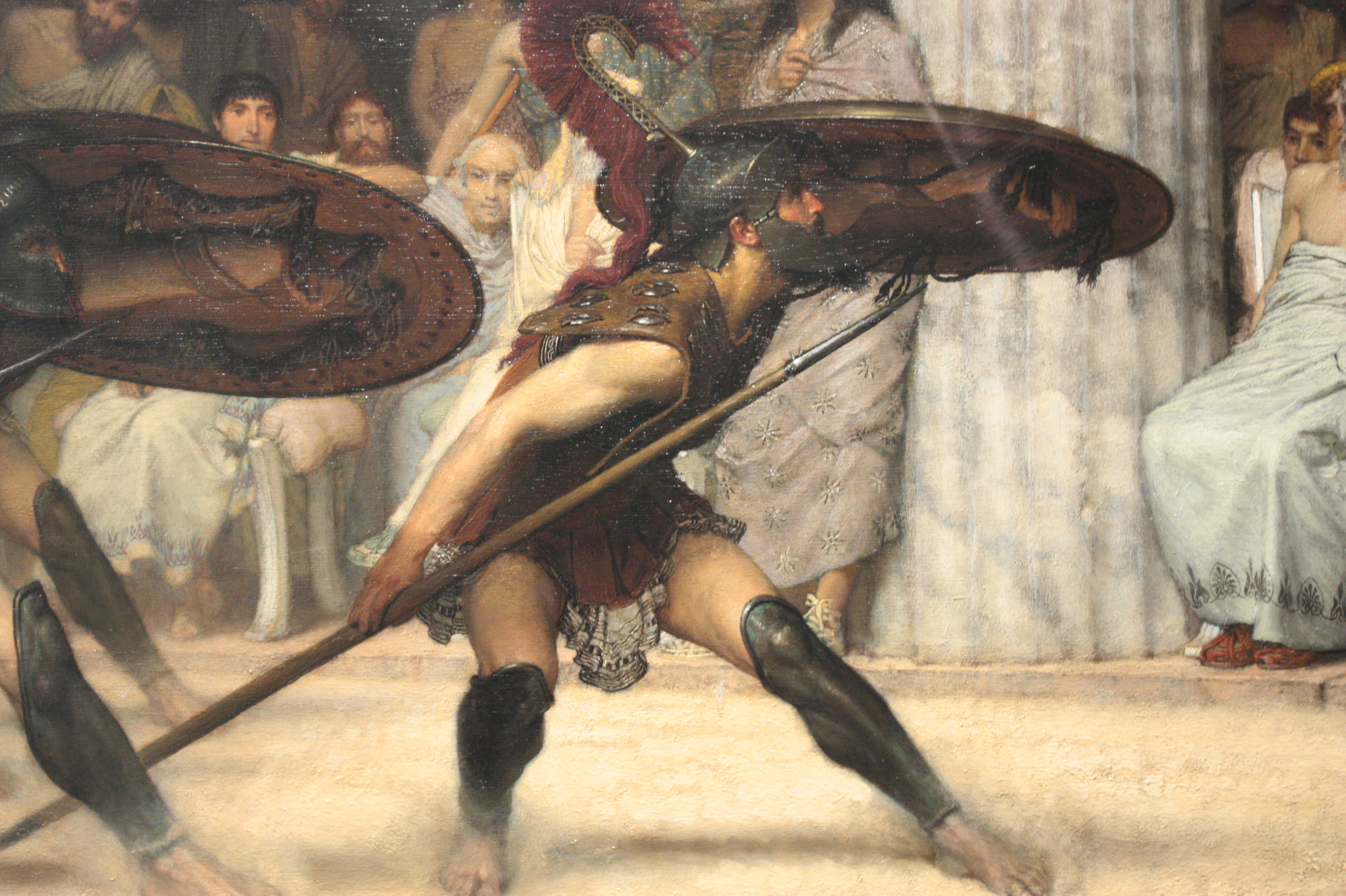
Un'interpretazione artistica della danza piroica di Lawrence Tadema. La danza piroica è simile a ciò che gli Spartani potevano eseguire durante la Gymnopaedia.

I gruppi corali danzavano nudi. Le canzoni che i giovani uomini cantavano richiamavano l'attenzione sulla maturità fisica che stavano raggiungendo. La capacità fisica era un aspetto importante per diventare cittadini in molte polis dell'antica Grecia, ma Sparta era l'unica polis che lo celebrava in modo così prominente. Queste danze celebrative si svolgevano in un'area specifica dell'agorà.
Le pratiche del canto e della danza non erano riservate solo ai giovani uomini. In una diversa area della città, tre gruppi di cori si riunivano per eseguire insieme canzoni tradizionali. Onoravano Apollo attraverso i canti e eseguivano canzoni che rappresentavano le fasi della vita. Le canzoni sarebbero state composte da famosi poeti spartani. Sebbene non ci siano spettacoli di forza o armi impugnate durante il festival, le canzoni avevano comunque una qualità marziale. Eseguivano canzoni descritte come dal tono "vantaggioso", scritte in trimetro giambico. Le stesse canzoni venivano utilizzate ogni anno.
I cori erano divisi in tre gruppi, uno per i giovani uomini o ragazzi che raggiungevano la maturità, uno per gli uomini nel pieno della vita e uno per gli anziani. Ci sono poche evidenze sopravvissute sulle canzoni e sulle danze che venivano eseguite, ma Plutarco scrive che almeno un elemento della performance prevedeva che gli anziani cantassero: "Una volta abbiamo compiuto imprese di valore e siamo stati giovani forti", a cui gli uomini nel pieno della vita avrebbero cantato: "Così siamo ora, e se lo desideri, guarda e vedi", seguito dai ragazzi che avrebbero cantato: "Saremo uomini di gran lunga più potenti di entrambi" (Plut. Lyc. 21.2). I tre gruppi che competevano e interagivano tra loro contribuivano a mettere l'accento sugli Spartani come collettività, piuttosto che come singoli concorrenti. Gli studiosi considerano le azioni della Gymnopaedia sia una parte cruciale dell'educazione spartana sia una prova di resistenza per i ragazzi che stanno diventando adulti. Questo era considerato tale a causa delle condizioni estremamente calde e delle mosse di danza eseguite con precisione.
Questo aspetto del festival era così spettacolare che non Spartani visitavano Sparta durante la Gymnopaedia solo per vederlo.

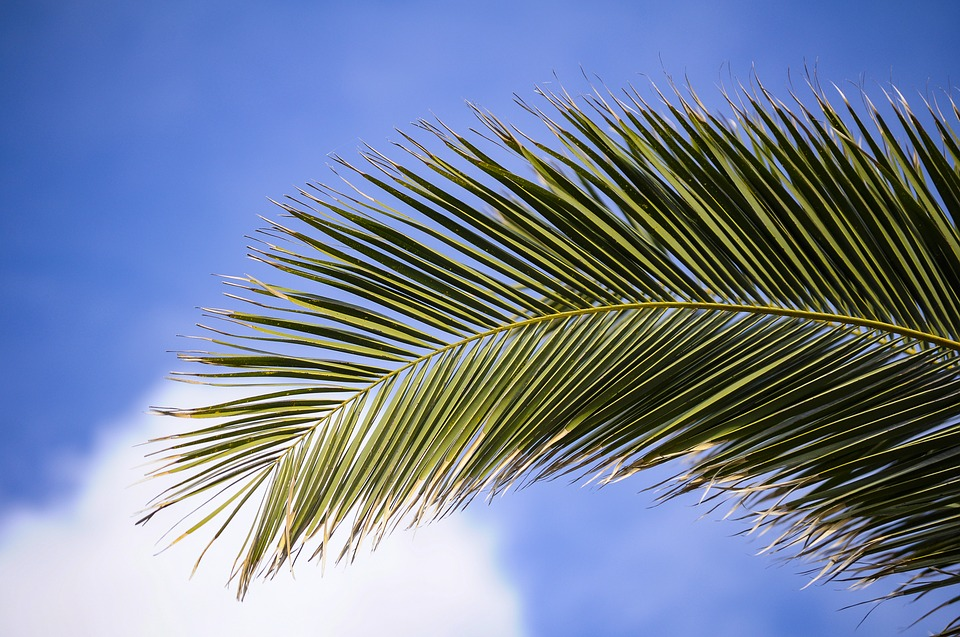
Rami di palma come questi venivano utilizzati per costruire le corone thireatiche per il festival.

### Abiti speciali
I leader di ciascun gruppo corale indossavano una copricapo noto come "corona di piume" o "corona thireatica". Queste corone erano fatte di foglie di palma e venivano chiamate "corone di piume" a causa della somiglianza delle foglie alle piume. Gli Spartani utilizzavano anche queste corone in altri festival.